# Contessa Entellina rosso riserva
Il Contessa Entellina rosso riserva è un vino DOC la cui produzione è consentita nel comune di Contessa Entellina nella città metropolitana di Palermo.

## Vitigni con cui è consentito produrlo
- Calabrese e/o Syrah minimo 50.0%
- Altri vitigni a bacca rossa, raccomandati e/o autorizzati per la città metropolitana di Palermo, da soli o congiuntamente sino ad un massimo del 50%.

Il vitigno detto Calabrese è lo stesso denominato altrove Nero d'Avola.
Secondo il disciplinare di produzione "La menzione "riserva" può essere attribuita ai vini rossi della DOC qualora siano stati sottoposti a maturazione ed affinamento per almeno 24 mesi (a decorrere dal 1º novembre dell'anno di produzione delle uve) di cui almeno sei mesi in recipienti di legno."

## Caratteristiche organolettiche
- colore: rosso rubino tendente al granata;
- profumo: caratteristico, intenso;
- sapore: asciutto, corposo, vellutato, talvolta con piacevole retrogusto amarognolo;

## Produzione
Provincia, stagione, volume in ettolitri
- nessun dato disponibile